# Josep Alcover Llompart
Josep Alcover Llompart (Palma, 3 d'abril de 1923 - Palma, 20 de març de 2017) va ser un arquitecte, urbanista i polític. El 1997 va rebre el Premi Ramon Llull en reconeixement de la seva trajectòria professional en el camp de l'administració pública i de la política. Fou president de la Diputació Provincial de Balears el 1970 i del Patronat de la Fundació Saridakis, i fou un dels artífexs que el Palau de Marivent fos acceptat pels reis d'Espanya com a residència privada.